# 419
| [ Edytuj tabelę ] |                                          |
| Cesarz Bizancjum  | - 408 Teodozjusz II 450                  |
| Władca Guptów     | - 414 Kumaragupta 455                    |
| Władca Korei      | - 413 Changsu 491                        |
| Papież            | - 418 Eulaliusz 419 - 418 Bonifacy I 422 |
| Król Persji       | - 399 Jezdegerd I 420                    |
| Cesarz Rzymu      | - 395 Flawiusz Honoriusz 423             |
| Król Wandalów     | - 406 Gunderyk 428                       |
| Król Wizygotów    | - 415 Walia 419 - 419 Teodoryk I 451     |

Rok 419 / CDXIX
stulecia: IV wiek ~
V wiek ~
VI wiek

lata: 409 «
414 «
415 «
416 «
417 «
418 «
419
» 420
» 421
» 422
» 423
» 424
» 429

## Wydarzenia
- Europa
  - Teodoryk I został wybrany królem Wizygotów

## Urodzili się
- Walentynian III, cesarz rzymski

## Zmarli
- Eustochium, ascetka, święta (ur. ok. 368)
- Walia - król Wizygotów